# Clavier (Belgia)
Clavier (valonă Clavir) este o comună francofonă din regiunea Valonia din Belgia. Comuna este formată din localitățile Clavier, Bois-et-Borsu, Les Avins, Ocquier, Pailhe și Terwagne. Suprafața totală a comunei este de 79,12 km². La 1 ianuarie 2008 comuna avea o populație totală de 4.266 locuitori. 